# Indicação
Em medicina,  uma indicação é uma razão válida para usar um determinado teste, medicação, procedimento ou cirurgia. Pode haver várias indicações para usar um procedimento ou medicação. Geralmente, uma indicação pode ser confundida com o termo diagnóstico. Um diagnóstico é uma condição particular médica, enquanto uma indicação é um motivo de uso. O oposto de uma indicação é uma contraindicação, uma razão para reter um certo tratamento médico, porque os riscos do tratamento superam claramente os benefícios.